# Guláš
Guláš je původně maďarský pokrm, který se do Uher dostal z Turecka. Tvoří ho nakrájené masové kostky v omáčce s cibulí, kořeněné paprikou. 

## Původ slova
Slovo guláš je údajně odvozeno z maďarského „gulya“ (stádo hovězího dobytka) a tureckého slova Asker, nebo také As (orchonská ujgurština), což je význam pro vojáka nebo vojsko, tedy Gul As, maso pro vojáky, ze kterého pochází maďarský název gulyás (výslovnost [gujáš]) a z toho dále české guláš. Název vznikl zkrácením a spojením těchto slov při obléhání Budína a Pešti Osmany, tedy tureckou armádou v době tak zvaného Budínského ejáletu, jehož centrem byl v letech 1541–1686 uherský Budín.[zdroj?] Bylo třeba rychle a po dobu mnoha měsíců krmit velké množství vojska. Do velkého kotle se házelo velké množství nakrájeného hovězího masa, různá zelenina a koření, zejména pak pepř, zázvor a kari, vše se jednoduše povařilo a servírovalo vojsku s plackou z obilí.
Podle jiných zdrojů pochází název „Gulasch“ pochází z maďarského „gulyá“ (= stádo dobytka) nebo odvozeného „gulyás“ (původně pastýř dobytka). Masový pokrm „gulyás hús“ (= maso pastýře dobytka), zkráceně „gulyás“, byl ve své původní podobě jednoduchým pokrmem, který již ve středověku vařili v kotlích (bogrács) na otevřeném ohni pastevci dobytka z puszty. Tehdy byl guláš jednoduchá polévka z masa a cibule.

## Charakteristika
V původní maďarské verzi jde o hovězí (jak název napovídá) polévku. Častou přísadou v ní je mrkev a malé bílé knedlíčky zvané csipetke. V maďarské verzi není nikdy zahušťován moukou. Gulyás ač má blízko k polévce, může být i hlavním jídlem, a v maďarštině není výrazného rozdílu mezi gulyás (guláš) a gulyásleves (gulášová polévka). Nejde nutně o krmi ostře kořeněnou, většina papriky v prášku obsažená v guláši je paprika sladká, chceme-li získat verzi pikantní (pálivou), můžeme při podávání talíře či misky polévky dodat kousky čerstvé pálivé papriky anebo přidat rozmačkanou konzervovanou pálivou papriku (Erős Pista). Gulyás je vždy podáván s bílým chlebem.
Mimo Maďarsko se pod pojmem guláš rozumí dušené maso následně zahuštěné, podávané se všemožnými přílohami. Tato krmě není identická, ale blíží se maďarskému pörköltu. V angličtině by odpovídal přibližně termín „stew“.

## Gulášové varianty
Původně a etymologicky jde o pokrm z hovězího masa. Existují jiné varianty. V Česku je populární kromě hovězího i vepřový nebo zvěřinový guláš. Základem guláše vařeného u nás je cibule, která se smaží na sádle nebo rostlinném oleji. K tomu se přidá maso a mletá paprika, které se zpravidla orestují, pak se přidá rajčatový protlak a poté se vše zalije, hovězím, příp. zvěřinovým vývarem či vodou a dusí do měkka. Dle druhu masa a druhu receptu se mohou přidat i další druhy koření, jako je kmín, pepř, nové koření, jalovec, bobkový list, pálivá paprika, chilli, příp. jiné. Když je maso téměř měkké, přilije se potřebné množství vývaru nebo vody. Pokud se dává jen voda nebo když vývar není dostatečně silný, šťávu je potřeba dochutit bujónem či jiným výrobkem na přípravu guláše. Toto vše se zahušťuje, obvykle se používá mouka rozkvedlaná ve vodě, najemno rozdrobený chléb, bramborový nebo kukuřičný škrob, najemno nastrouhaný brambor či hotová granulová jíška. Guláš se poté asi ještě 20 minut vaří a na závěr se zpravidla přidává prolisovaný česnek a majoránka. Podává se zpravidla s houskovým knedlíkem, chlebem nebo rohlíkem. Na hotový guláš na talíři se vkládají ještě další přílohy, např. syrová cibule, strouhaný křen a jiné.

## Český guláš
V českých restauracích a stravovacích zařízeních se stále častěji podávají guláše s univerzální chutí, jejichž omáčka je vyrobena z instantního základu z gastrobalení.
- Segedínský guláš je pokrm z vepřového masa a zelí. Název je odvozen z maďarského székelygulyas, což je pokrm mnoha tváří, který obsahuje kysané zelí. Nemá nic do činění s maďarským městem Segedín, ale odvozuje se od etnické skupiny Szekélů (Sikulů), kteří žijí na pomezí Maďarska a Sedmihradska. Někteří Maďaři ovšem tvrdí, že český „segedín“ je spíš podobný maďarskému koložvárskému zelí (kolozsvári káposzta)[zdroj?]. V Maďarsku je populárním i telecí guláš (borjúgulyás) a fazolová gulášová polévka (babgulyásleves), z čehož známou verzí je například Jókaiova fazolová polévka, údajně recept dle maďarského spisovatele Móra Jókaie. Maďarskému gulyási je podobná i rybí polévka zvaná halászlé (doslova přeloženo: rybí šťáva).

Je známo, že guláš nepochází svým původem z Maďarska, ale že se jednalo o tureckou vojenskou stravu. Znamenalo to "maso pro muže (vojáky)" Takže země, které Turci za svých výpadů „navštívili“ poznaly i guláš.
- Kotlíkový guláš je maďarský typ guláše, který se na rozdíl od gulášů připravovaných v Česku nezhušťuje, prakticky se jedná o velmi hustou polévku.[9][10]
- Bramborový guláš (buřtguláš) je druh guláše, který se vyrábí z uzeniny a brambor.[11][12]
- Václavkový guláš je pokrm z václavek.[13]
- Havlův guláš je český národní druh guláše podle Václava Havla. Je vařený na víně po burgundsku s uzeným bůčkem a takzvanou dochucovací kašičkou.[14]
- Hlívový guláš

### České varianty guláše s knedlíky

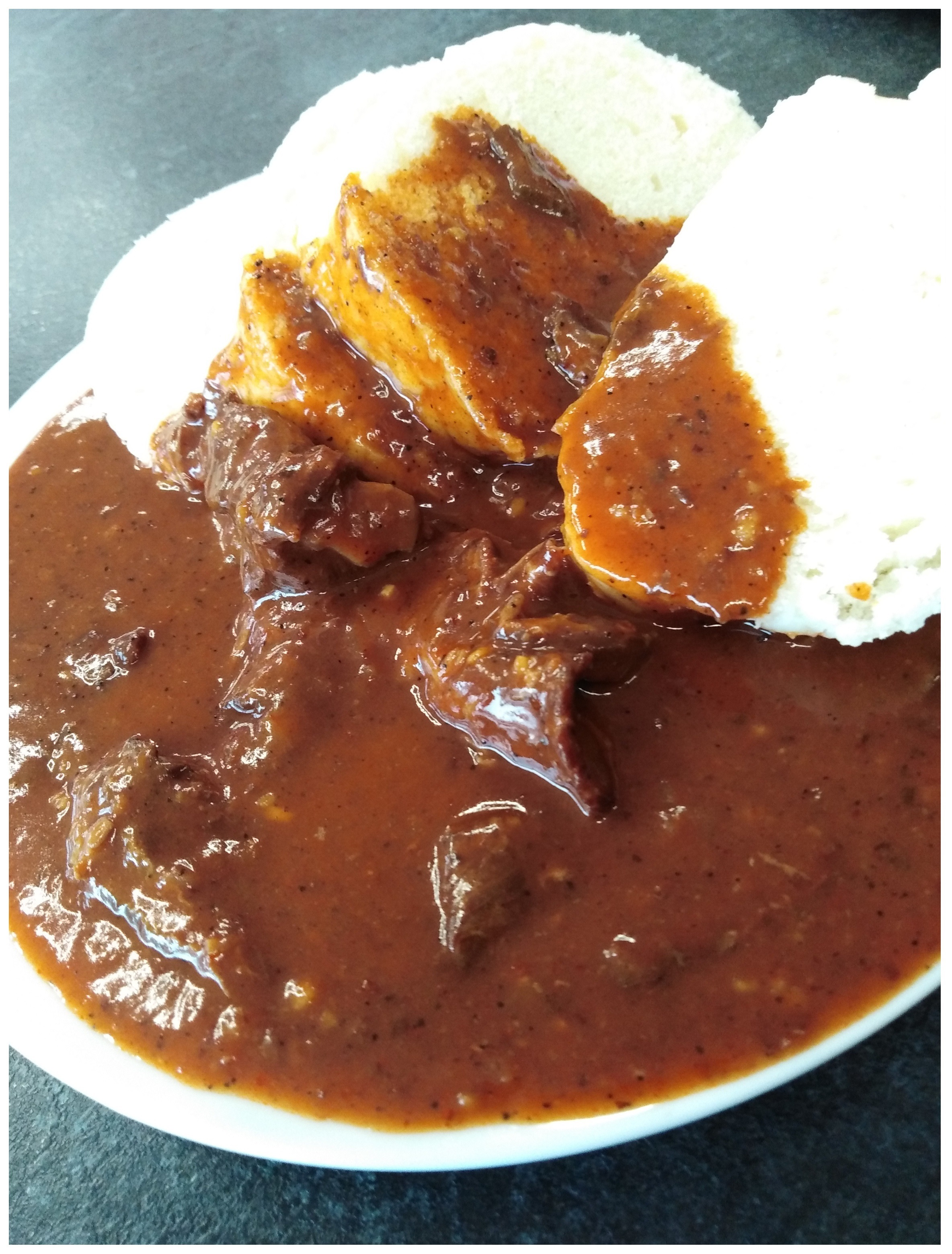
Vídeňský guláš
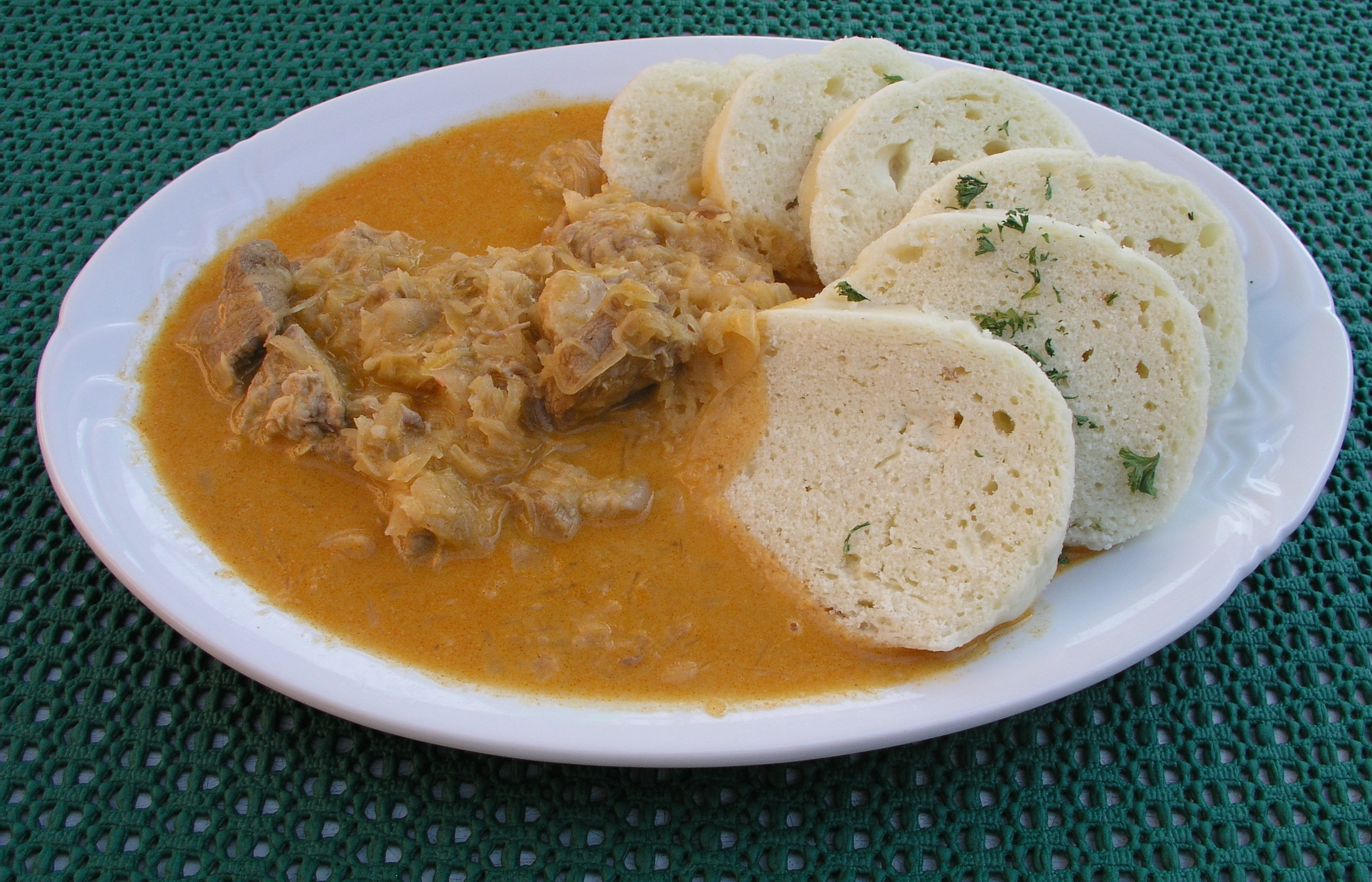
Segedínský guláš s knedlíkem
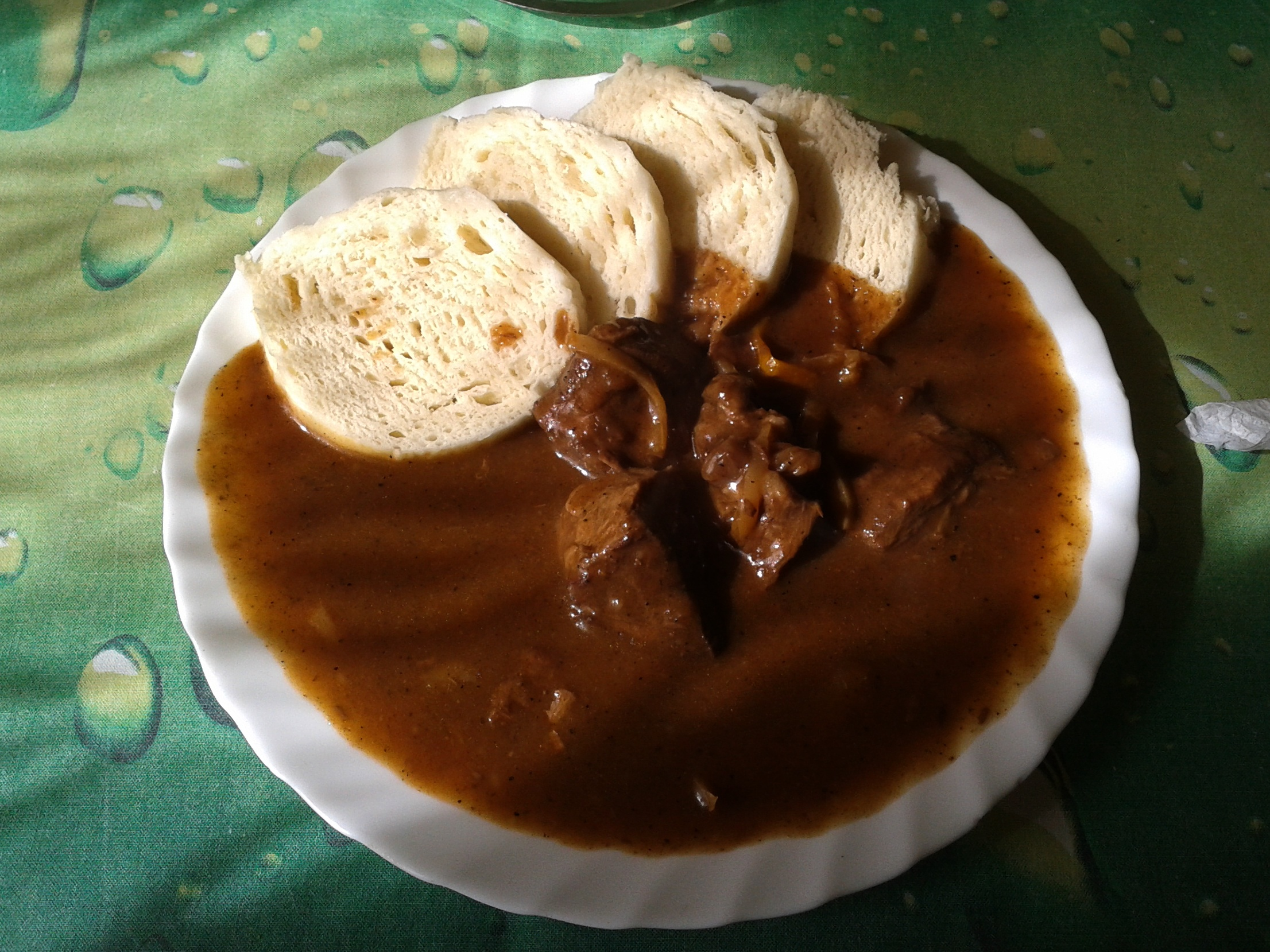
Hovězí guláš
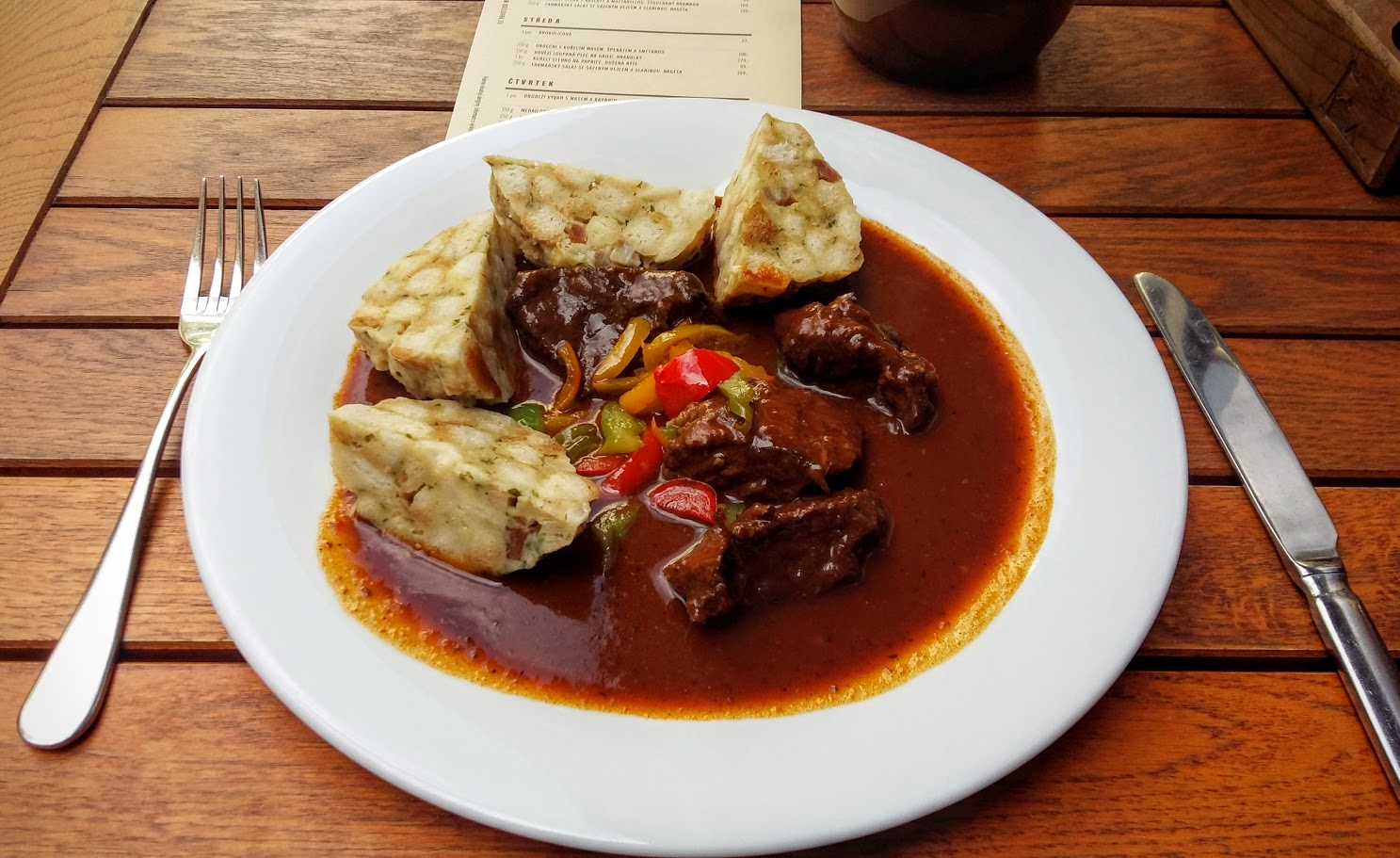
Maďarský guláš se špekovým knedlíkem
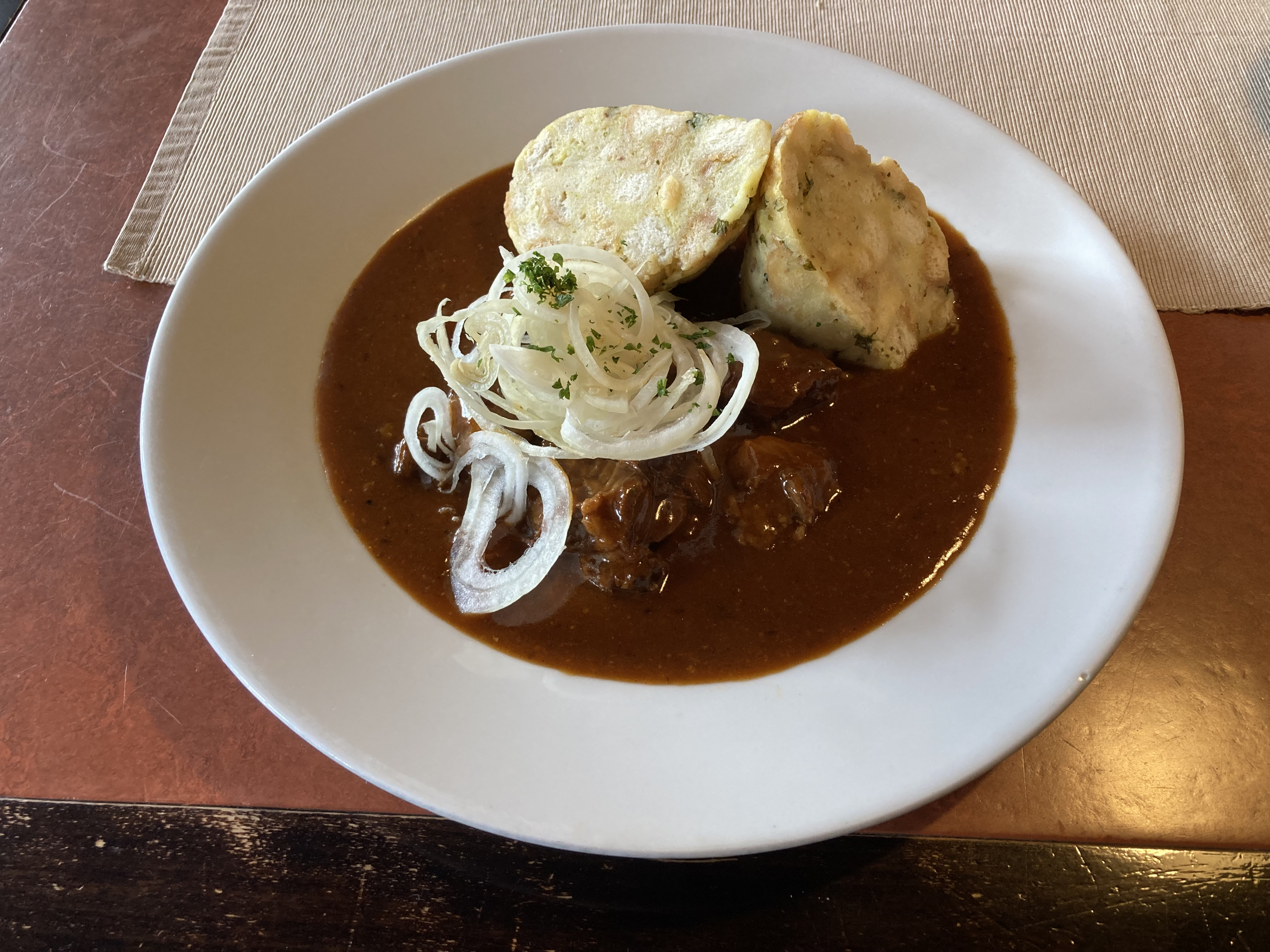
Guláš z české hospody s karlovarskými knedlíky
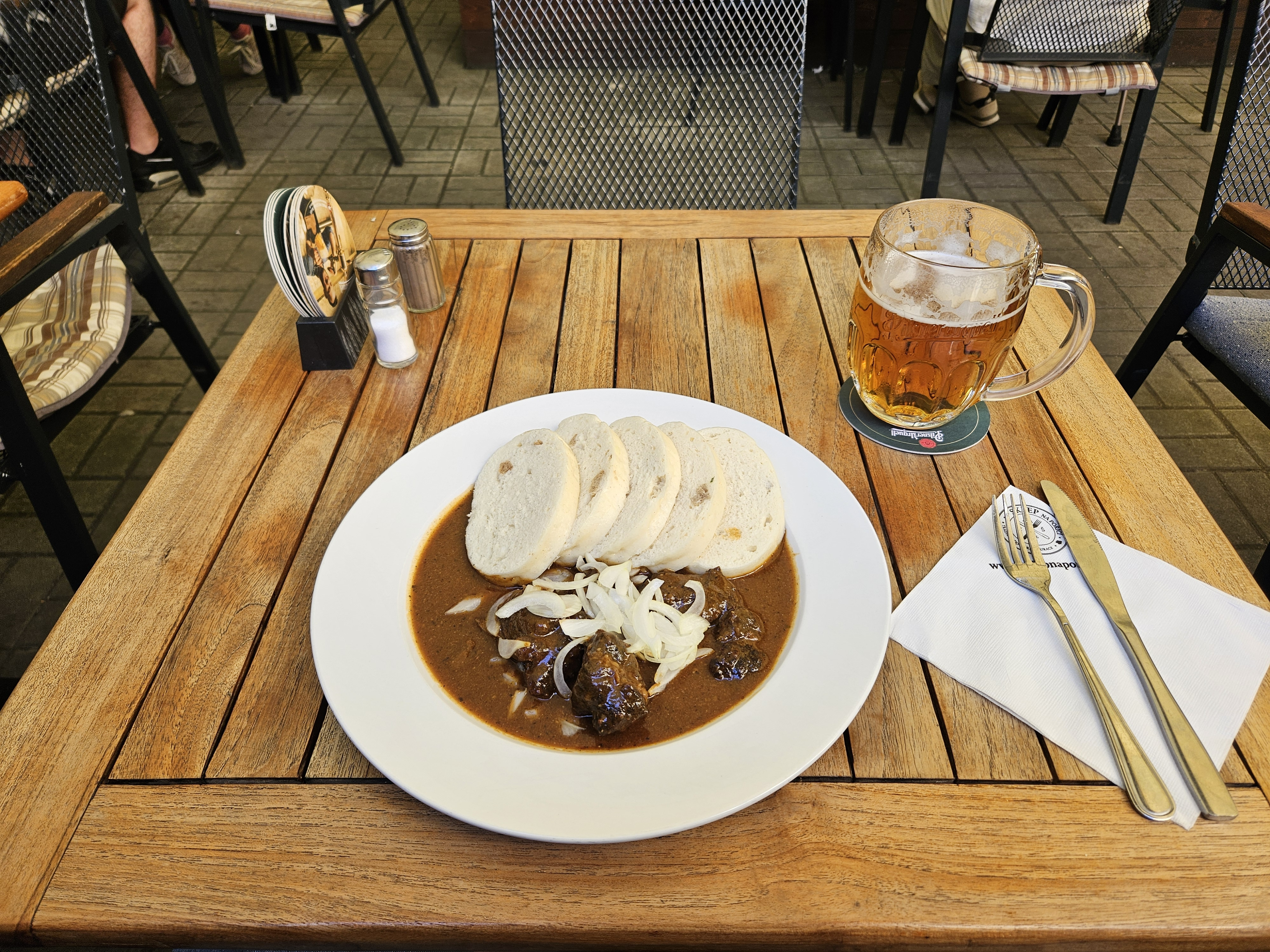
Plzeňský guláš s knedlíky a plzeňským pivem

## Další významy
- Gulášový socialismus: O Maďarsku osmdesátých let, kdy se socialistický režim pokoušel importovat do skomírající ekonomiky prvky tržního hospodářství.
- Guláš: ve smyslu zmatek: (např.: „Mám z toho v hlavě guláš“). Toto rčení vyjadřuje mnohatvářnou podstatu pokrmu guláš.
- V maďarštině toto slovo znamená pastevec krav, obdoba anglického cow boy, tedy kovboj.
- Zoltán Gulyás: maďarský architekt (1930–2000)

## Gulášový festival
Milovníci guláše se scházejí každoročně na festivalu Magyar Gulyás v maďarském Szolnoku, aby ochutnali ty nejlepší z gulášů a podělili se o novinky i znalosti tradice.
V ČR se pořádá soutěž o nejlépe uvařený guláš od roku 2004 v Rakvicích.